# Tunggal panaluan

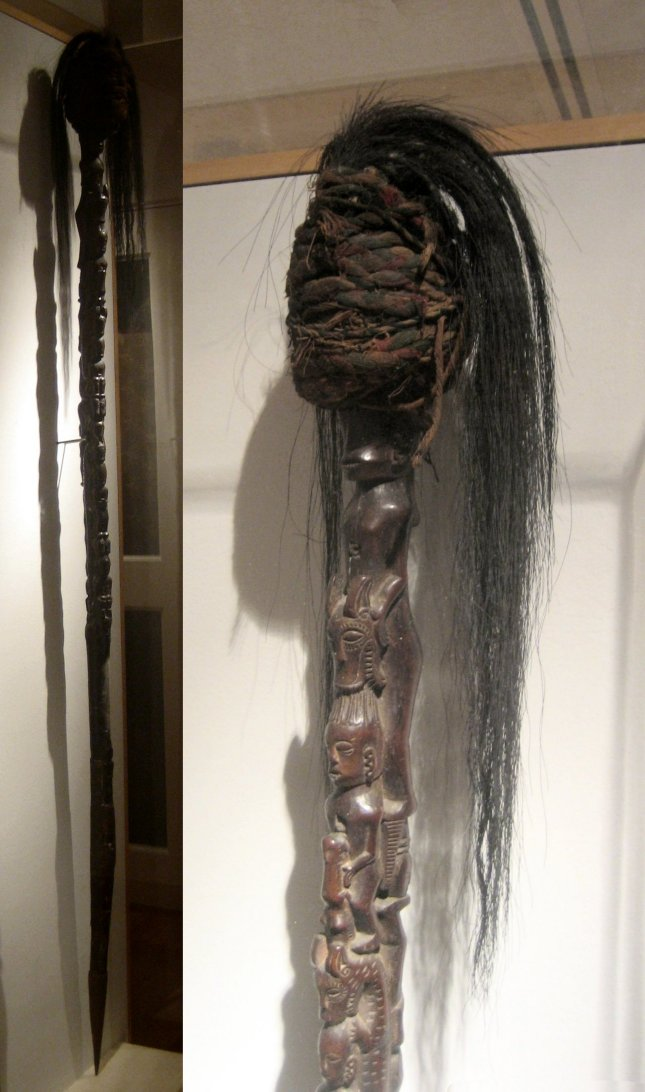
Tunggal Panaluan, oberer Teil mit Schnitzerei, Wickelung („Turban“) und Haarbündel

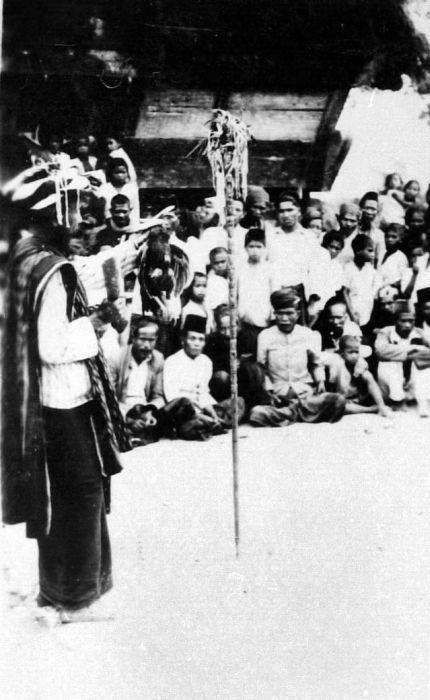
Ein Datu der Batak mit Tunggal Panaluan

Ein Tunggal panaluan ist der Zeremonialstab eines Datu, eines Magiers des Volkes der Batak im Norden der indonesischen Insel Sumatra. Ein solcher Stab, dem magische Kräfte zugesprochen werden, findet bei zahlreichen Zeremonien des Datu Anwendung und ist zugleich dessen Rangabzeichen.

## Zweck und Anwendung
Der Datu der Toba-Batak (bei den Karo-Batak als Guru bezeichnet) ist ein angeblich mit magischen Kräften und Fähigkeiten versehener Medizinmann, bewandert in „weißer Magie“, der die Aufgabe hat, Krankheiten zu verhüten und zu heilen. Nach Auffassung der Batak ist Auslöser von Krankheit der Verlust der Seele (Tondi), der verursacht wird vom Wirken böser Geister, der Launenhaftigkeit des Tondi eines Patienten oder durch den Einfluss eines bösen Zauberers. Der Datu kann die Seele in den Körper zurückbringen. Neben seiner Funktion als magischer Heiler ist er auch Wahrsager, Orakel und Hellseher, Regenmacher und Vertreiber von Unwettern. Er kennt die okkulten Gesänge und Formeln und stellt zauberkräftige Mittel und Arzneien her. Obwohl sich die Aufgaben eines Datu bei den einzelnen Batak-Völkern im Detail etwas unterscheiden, sorgt er für das Wohlergehen der gesellschaftlichen Gruppierung und ist daher stets eine Person von hohem Ansehen und großer Würde.
Zu den wichtigsten Ritualgegenständen eines Datu, zugleich ein äußeres Zeichen seines Amtes, gehört der Tunggal panaluan, der bei fast allen vom Datu praktizierten Riten Anwendung findet, zum Beispiel bei der Herstellung des Pupuk, einer zauberkräftigen Medizin. Während der magischen Handlungen versetzt sich der Datu in rituelle Trance und tanzt mit dem Tunggal panaluan in der Hand. Der Stab dient dabei als eine Art Antenne, um die übernatürliche Kraft der Götter und Dämonen zu bündeln und auf den Magier überzuleiten.

## Beschreibung
Für seine Riten nutzt der Datu eine Vielzahl von magischen Gegenständen: Amulette (oft beschriftet), Behältnisse, um Medizinen und Substanzen herzustellen und aufzubewahren, sowie magische Kalender (Porhalaan) und Zauberbücher in Geheimschrift (Pustaha). Die auffallendsten Objekte sind jedoch die Zeremonialstäbe. Bei den Batak gibt es zwei Arten von rituellen Stäben: Tunggal panaluan und Tungkot Malehat. Sie unterscheiden sich deutlich im Aussehen, ob sie aber auch in ihrer magischen Funktion unterschiedlich sind, ist nicht abschließend geklärt.
Tunggal panaluan sind 110 bis 180 cm lange Stäbe aus Hartholz, die in ihrem oberen Teil über ¾ ihrer Länge mit reichhaltiger Schnitzerei versehen sind (Tungkot Malehat tragen nur am oberen Ende eine einzelne Figur oder einen geschnitzten Kopf). Die Motive, menschliche und tierische Gestalten sowie Mischwesen, stehen übereinander und gehen teilweise ineinander über. Den Stab krönt eine freistehende Figur oder ein Menschenkopf. Die Schnitzerei folgt einem einheitlichen Schema, ist jedoch in der Anordnung der Motive, in den Details und in der Ausführung unterschiedlich, denn jeder Stab wird für einen Datu speziell hergestellt. Das obere Ende des Stabes ist mit Stoffstreifen umwickelt, die eine Art Turban bilden. In diesen „Turban“ soll angeblich das präparierte Gehirn eines geopferten feindlichen Kindes – die Batak waren Kopfjäger – eingewickelt worden sein. Untersuchungen von Tunggal panaluan in europäischen Völkerkundemuseen konnten dies bisher nicht bestätigen. Aus dem „Turban“ ragt ein langes, menschliches Haarbündel heraus.

## Sage
Der niederländische Missionar J. H. Meerwaldt, der Ende des 19. Jahrhunderts für die Rheinische Missionsgesellschaft in der Toba-Region tätig war, hat den mythischen Hintergrund aufgezeichnet, der dem Ursprung der Tunggal panaluan zugrunde liegt (es sind mehrere, lokal unterschiedliche Versionen überliefert):
Der Sage nach wurde einem König einst ein Zwillingspaar geboren, der Junge Si Adji Douda Hatakutan und das Mädchen Si Tapi Radja Na Uasan, die einander nach der Pubertät in inzestuöser Liebe zugeneigt waren. Als ihr Verhältnis aufgedeckt wurde, flohen sie in den dichten Urwald. Sie fanden den großen Zauberbaum Pio-Pio-Tang Gukan, der reich mit saftigen Früchten behangenen war. Da das Mädchen hungrig und durstig war, bat es seinen Bruder den Baum zu ersteigen und einige Früchte zu pflücken. Der Junge tat wie ihm geheißen und kletterte auf die Spitze. Der magische Baum verwandelte ihn in Holz und der Junge vereinigte sich mit dem Stamm. Als das Mädchen sah, was mit seinem Bruder geschah, kletterte es ebenfalls hinauf, umarmte den geliebten Bruder und beide wurden so eins mit dem magischen Baum. Als der König schließlich seine verzauberten Kinder entdeckte, beauftragte er fünf Datu, den Bann zu lösen und die Zwillinge zu befreien. Sie verwandelten sich in Tierkreaturen und bestiegen den Baum, doch ihre Zauberkraft war nicht mächtig genug und sie verschmolzen ebenfalls mit dem Stamm. Ein sechster hinzugerufener Datu erklärte dem König, seine Kinder seien für immer in dem Baum gefangen, da sie für ihre Liebe von den Göttern gestraft worden seien. Er riet daher, den Baum zu fällen, um aus seinem Holz besonders mächtige Zauberstäbe herzustellen.

## Sammlungsobjekte
Als besonders dekorative Objekte der Volkskunst waren Tunggal panaluan begehrte Sammlungsobjekte, sodass sich noch zahlreiche Exemplare, vorwiegend des 19. und frühen 20. Jahrhunderts, in den völkerkundlichen Sammlungen Europas und Nordamerikas befinden.